# Katharinenkirche (Bliedersdorf)

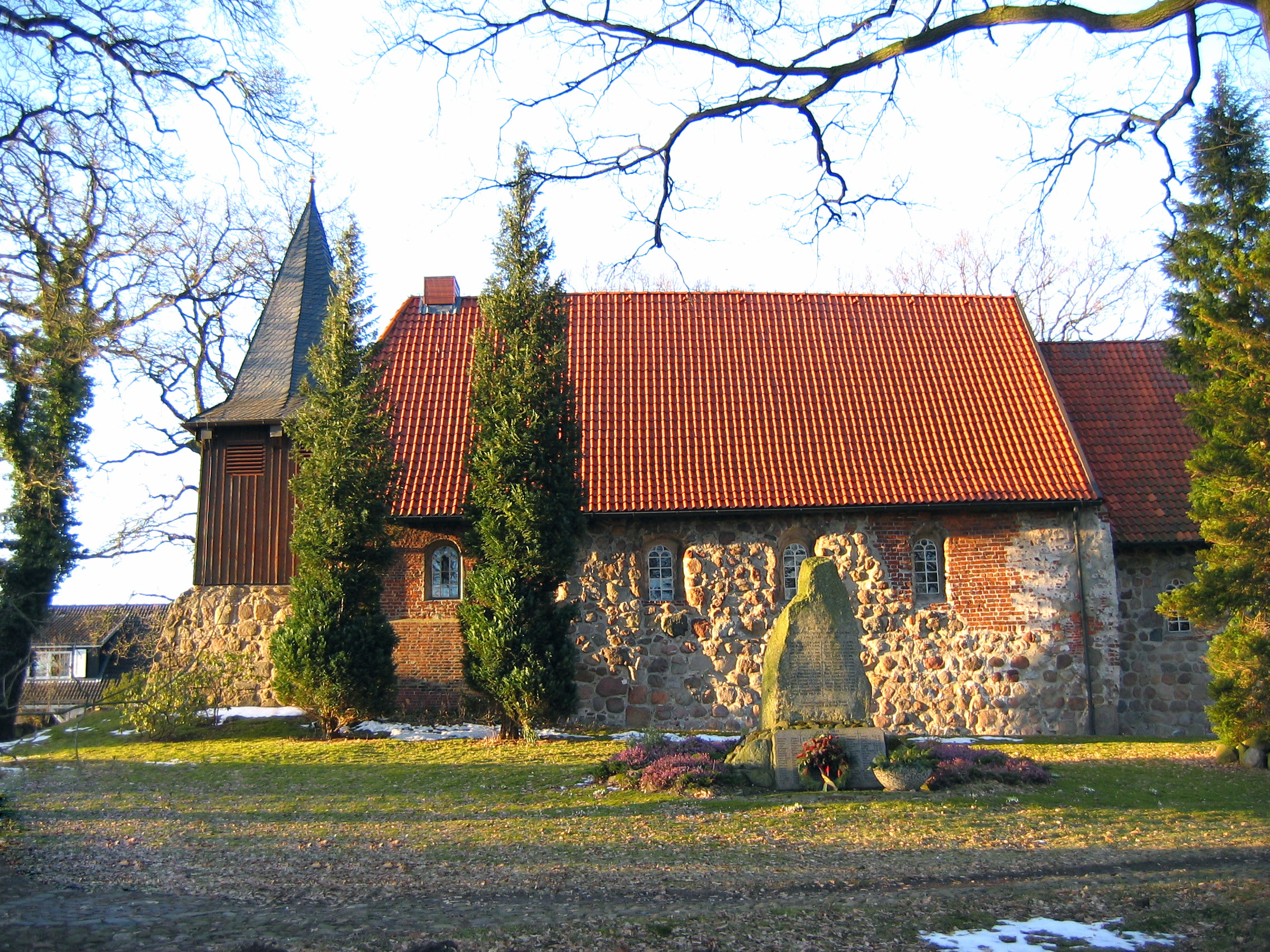
St. Katharinen von der Südwestseite aus gesehen

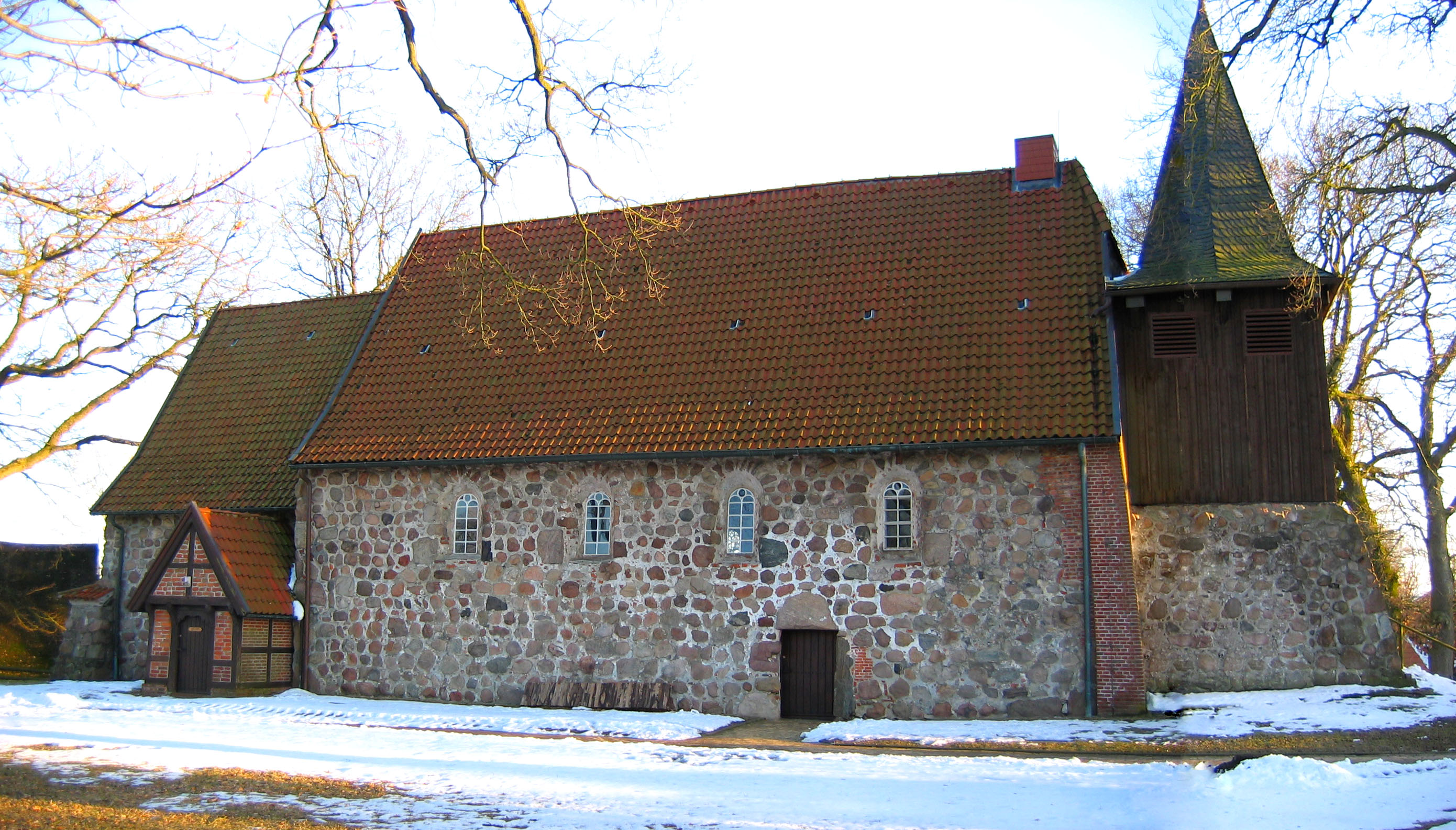
Eingangsseite

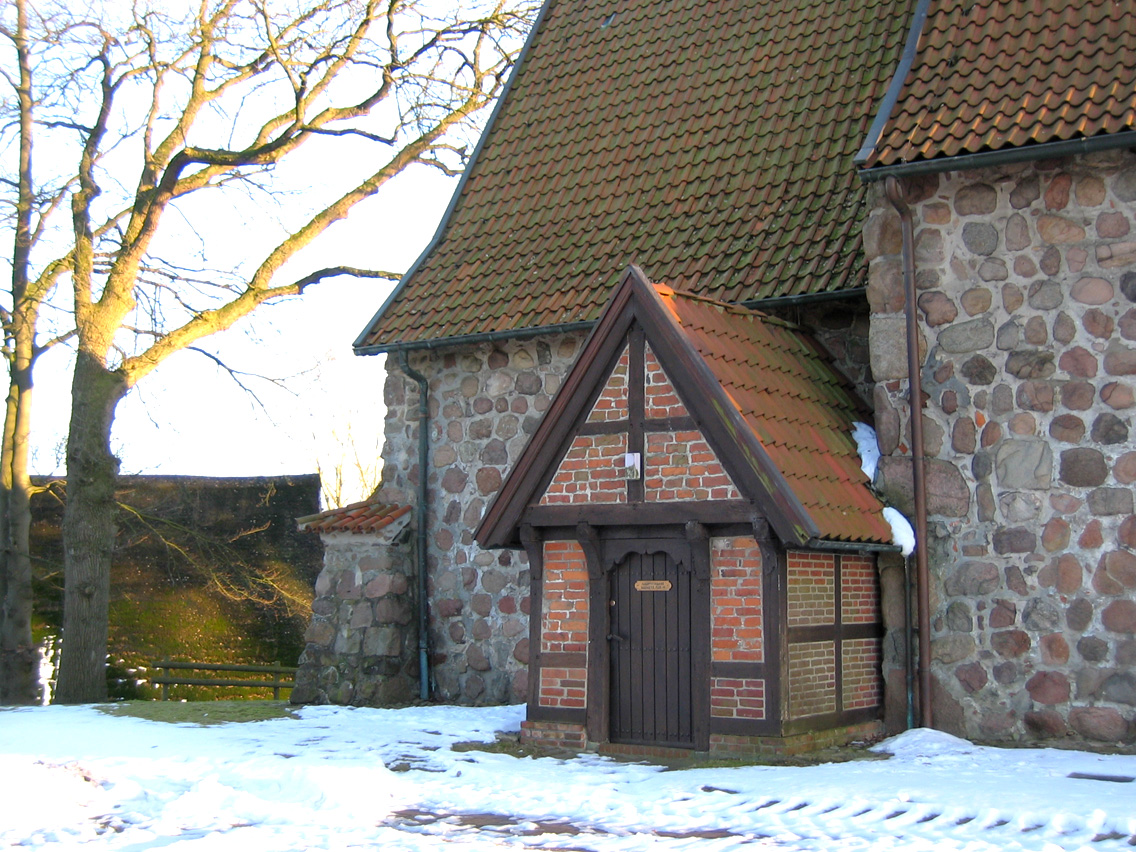
Das Brauthaus aus dem Jahre 1700

St. Katharinen ist eine denkmalgeschützte evangelische Kirche in der Gemeinde Bliedersdorf im niedersächsischen Landkreis Stade. Sie ist eine romanische Saalkirche aus lagerhaftem Feldsteinmauerwerk mit eingezogenem quadratischem Chor und fensterloser Apsis aus dem zweiten Drittel des 13. Jahrhunderts.

## Kirchengemeinde
Die evangelisch-lutherische Kirchengemeinde Bliedersdorf ist pfarramtlich mit der evangelisch-lutherischen Kirchengemeinde Horneburg verbunden. Ihre Stiftung hat das Ziel auch langfristig die pfarramtliche Versorgung mit einer eigenen Pfarrstelle zu sichern. Sie gehört dem Kirchenkreis Buxtehude und dem Sprengel Stade an. Die Kirchengemeinde zählt 1129 Mitglieder.

## Baugeschichte
Die Kirche wurde im Jahre 1240 durch den Ritter Iwan von Bliedersdorf aus der Adelsfamilie der „von Bliedersdorfs“ erbaut, nachdem er an den „Stedinger“ Kämpfen am Unterlauf der Weser teilnahm. Die Kirche ist vollständig mit Feldsteinen erbaut, die auf den umliegenden Äckern anfielen. Die Mauern sind weiß gekalkt. Die Bauweise der Kirche mit ihren massivem Mauerwerk und den kleinen Fenstern lässt den Schluss zu, dass die Kirche auch als Verteidigungsanlage gedacht war. Die Position leicht erhoben über dem Rest des Dorfes unterstützt diese Hypothese. Im Jahre 1700 wurde auf der Eingangsseite ein Brauthaus in Fachwerkbauweise angesetzt.
Die Ausstattung des um 1700 umgestalteten Innenraums ist mittelalterlich und frühneuzeitlich. Besonderes Ausstattungsstück ist die Kanzel aus dem Jahre 1622. Unter Naturbildern ist auch die Stifterfamilie (Familie Christopher Richers) abgebildet. Auch gestiftet ist der sogenannte „Beichtstuhl“, eine Chorprieche, die mit drei Plätzen den Spendern als Sitzplatz in der Kirche diente, nachdem sie als Beichte ausgedient hatte. Besonderes Merkmal ist darüber hinaus die Kirchendecke, die vom damaligen Schulmeister „Lehrer Sanny“ gefertigt wurde und neben reichen Ranken und Rosen als Verzierungen auch zwei schwebende Engel abbildet, die ein Medaillon halten, das das Auge Gottes darstellt. Die Inschrift um das Auge schreibt: Sündige Nicht O Mensche, Den Gott Siehets Vnd Die Heiligen Engel Sind überall umb Dich. Der Glockenturm, mit Holzverkleidung über dem Feldsteinfuß, hält zwei Glocken aus den Jahren 1444 und 1625.
Zwei Sagen umranken die Errichtung der Katharinenkirche:
1. Die Bliedersdorfer wollten eine Kirche bauen. Als sie Steine und Kalk in genügender Menge gefunden hatten, da begannen sie ihr Werk. Tag für Tag schleppten Ochsengespanne auf schweren Wagen große Mengen Kalk und Feldsteine den Hügel hinan, auf dem die Kirche entstand. Wie aber erstaunten sich die Bliedersdorfer, als sie bemerkten, dass jeweils in der Nacht der Bau ihrer Kirche augenscheinlich weitergeführt worden war. Man glaubte Engel seien die unsichtbaren Helfer. Niemand wagte daran zu zweifeln. Zwei neugierige Jungen aber beschlossen, sich am Abend in der Nähe der Baustelle zu verbergen, um die Engel bei ihrer Arbeit zu belauschen. Gesagt, getan. Doch die Armen wurden entdeckt, ergriffen und in die Kirchenmauer eingemauert. Am anderen Morgen fand man von den beiden Knaben nur den Zipfel einer Jacke, der aus der Mauer hervorlugte.
Hierzu gibt es die Abwandlung, dass nur ein Daumen in das Mauerwerk eingeschlossen wurde.
2. Bliedersdorf hatte zwei Glocken von herrlichen Klang. Als aber eine Not über das Dorf kam, beschloss man, eine der beiden Glocken nach Bargstedt zu verkaufen. Unter unsäglichen Mühen holte man die Glocke vom Turm und schaffte sie auf einen Wagen. Große Schweißperlen und Tränen, ja Blutstropfen tropften herab, während alle Pferde des Ortes kaum in der Lage waren, den Wagen von der Stelle zu bringen. Man kam am Abend nur nach Hohebrügge und ließ dort den Wagen mit der Glocke stehen. Die Bliedersdorfer überlegten sich noch in der Nacht, die Glocke doch lieber zu behalten. Als sie dann den Wagen umdrehten, ging alles wie von selbst, so leicht machte die Glocke es ihnen. Andere sagen, die Glocke sei noch in der Nacht alleine in die Kirche zurückgelaufen. Man habe auf dem Weg nur die großen, runden Abdrücke gesehen, wo sie aufgesprungen war.

## Trivia
Jedes Jahr findet am 1. Advent der „Kleinste Adventsmarkt Norddeutschlands“ an der Bliedersdorfer Kirche statt. Dort werden ausschließlich Bliedersdorfer Produkte angeboten. Der Adventsmarkt feierte 2006 sein 20-jähriges Bestehen. Die Erlöse kommen wohltätigen Zwecken zugute, die zu Beginn des Weihnachtsmarktes bekannt gegeben werden.